# Ilaria Salvatori
Ilaria Salvatori (* 5. Februar 1979 in Frascati) ist eine italienische Florettfechterin und Olympiasiegerin.

## Erfolge
Ilaria Salvatori feierte 2003 ihren ersten internationalen Erfolg, als sie bei der Europameisterschaft in Bourges Silber mit der Florett-Mannschaft errang. Bei den Fechteuropameisterschaften 2005 gewann die Mannschaft mit ihr Gold, 2007 Bronze. 2008 bei den Olympischen Spielen in Peking gewann sie Bronze im Mannschaftswettbewerb hinter Russland und den USA. 2009, 2010, 2011 und 2012 gewann die italienische Mannschaft bestehend aus Elisa Di Francisca, Arianna Errigo, Ilaria Salvatori und Valentina Vezzali jeweils Gold bei den Europameisterschaften. Bei den Weltmeisterschaften 2010 gewannen sie ebenfalls Gold, 2011 wurde es Silber, nur durch Russland geschlagen. Bei den Olympischen Spielen 2012 in London erfocht die Mannschaft Gold. Sie focht für das Centro Sportivo dell’Aeronautica Militare.

## Auszeichnungen
- 2012: Weltmannschaft des Jahres bei der Wahl der Gazzetta dello Sport (gemeinsam mit Elisa Di Francisca, Arianna Errigo und Valentina Vezzali)